# Dialekt slawoński

Obszar dialektu slawońskiego (jasnozielony) na mapie dialektów Chorwacji oraz Bośni i Hercegowiny

Dialekt slawoński (serb.-chorw. slavonski dijalekt, slavonsko narječje) – dialekt sztokawski należący do grupy starosztokawskich używany w Sławonii w dwóch pasach – na południu wzdłuż Sawy aż po granicę ze Sremem oraz w pasie północnym w dolnym biegu Drawy na zachód od Osijeka prawie aż po Viroviticę. Oprócz tego używany jest też w izolowanych wsiach w zachodniej Baczce i w północnej Bośni.

## Cechy językowe
Do cech fonetycznych gwar slawońskich należą:
- najbardziej archaiczna wśród dialektów sztokawskich akcentuacja, cechująca się zachowaniem akcentu długiego rosnącego, w dużym stopniu zbieżna z równie archaiczną akcentuacją czakawską[2],
- niejednolite odpowiedniki prasłowiańskiego *ě (jać), wyodrębnia się gwary ekawskie, np. klêt, grȅjati; ikawsko-jekawskie z iloczasem zależnym od iloczasu zgłoski, np. díte, 'djèca, vríme, vremená i ikawskie, np. díte, dìca[3],
- w gwarach południowych spotyka się charakterystyczne dla kajkawszczyzny i czakawszczyzny dyftongizacje i zaokrąglenia samogłosek: ā > a°, ē > ie, u > ü, np. já°, mieso, gȍlüb[3],
- grupy šć i žđ na miejscu typowych dla większości sztokawszczyzny št i žd, np. gȕšća, vȉšćica < psł. *gǫšča, *věščica[3],
- zmiana *i w *ě w pozycji przed r, np. četjeri.

Dwie ostatnie cechy wraz z archaiczną akcentuacją łączą dialekt slawoński ze sztokawskim dialektem bośniackim.
Część gwar zachowuje także grupy čr- i wygłosowe -l, co łączy dialekt slawoński z gwarami kajkawskimi.
Do archaizmów w morfologii należą:
- zachowanie grup -jt oraz -jd- i tym samym odmiana typu dójt, dójdēm wobec literackiego dóći, dôđēm[3],
- końcówki w odmianie rzeczowników w liczbie mnogiej, jak dopełniacz bez -ā, np. sêl, žén, vȍlōv; celownik z końcówkami -om, -em, -am, np. sinovóm, ženám, miejscownik na -ī, -a (< -iχ, -aχ), np. na kȍńī, po šȕma oraz narzędnik na -i, np. sa sinovi[3].